# Tân Phong, Tân Trúc

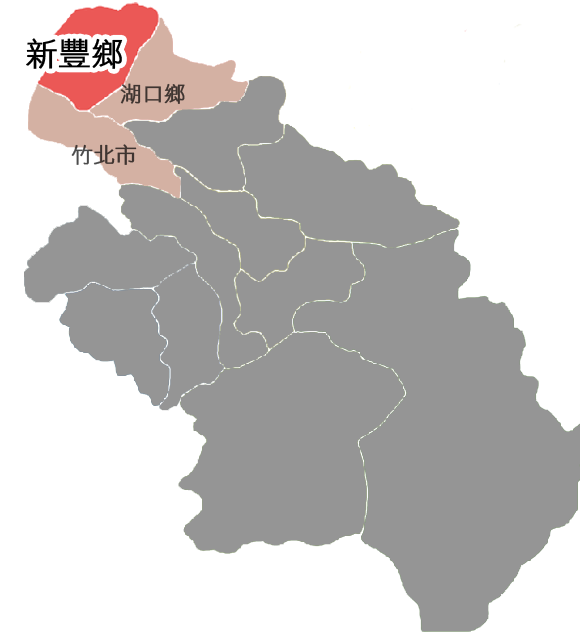
Vị trí tại Tân Trúc (màu đỏ)

Tân Phong (tiếng Trung: 新豐鄉; bính âm: Xīnfēng Xiāng) là một hương (xã) của huyện Tân Trúc, tỉnh Đài Loan, Trung Hoa Dân Quốc (Đài Loan). Hương nằm ở ven biển và là nơi đặt trụ sở của trường đại học Khoa học Kỹ thuật Minh Tân, ngoài ra trên địa bàn hương cũng có một trạm phát sóng trung hướng sang Trung Quốc đại lục của đài phát thanh Hán (汉声广播电台, Hán thanh quảng bá điện đài) thuộc Bộ Quốc phòng Trung Hoa Dân Quốc. Tổng diện tích của hương là 46,3496 km², dân số vào tháng 8 năm 2011 là 53.540 người thuộc 16.004 hộ gia đình, mật độ cư trú đạt 1155,1 người/km².